# 斎樹真琴
斎樹 真琴（さいき まこと、1978年10月 - ）は日本の作家。女性。福岡県大牟田市生まれ。東京都調布市で育つ。駿河台大学法学部法律学科卒業。既婚者。

## 略歴
高校時代から創作活動を始め、大学卒業後は会社勤めをしながら小説を書き続ける。2008年（平成20年）、地獄に堕ちた女郎が自身の願いを叶えてもらった代わりに閻魔の命令を実行する姿を描いた『地獄番 鬼蜘蛛日誌』で第3回小説現代長編新人賞を受賞しデビューする。長編第2作以降は現代物を書き、病に抗する少女の日記『十四歳の情景』、「先物取引」業界に入った新入社員女性の奮闘を描いた『サキモノ!?』を刊行している。

## 受賞歴
- 2008年 第3回小説現代長編新人賞（『地獄番 鬼蜘蛛日誌』）

## 作品リスト
※ 単行本の刊行順に記す。
- 地獄番 鬼蜘蛛日誌（2008年10月、講談社、2011年2月、講談社文庫） ISBN 978-4-06-215071-2（単行本）、ISBN 978-4-06-276839-9（文庫）
- 十四歳の情景（2009年2月、講談社） ISBN 978-4-06-215305-8
- サキモノ!?（2010年4月、講談社） ISBN 978-4-06-216167-1

### 単行本未収録作品
- a Day in My Life（小説すばる（集英社）2009年4月号） - エッセイ。
- 桜酔い（小説現代（講談社）2010年2月号）
- あるサラリーマン店長の分別（小説現代2010年9月号）
- 道玄坂でつかまえて（小説現代2010年10月号）
- 色の居場所（小説現代2011年2月号）